# 成田市議会
成田市議会（なりたしぎかい）は、千葉県成田市の議会である。

## 概要
- 定数：30人
- 任期：令和5年4月30日 - 令和9年4月29日[1]
- 選挙区：市全体を1選挙区とする大選挙区制（単記非移譲式）
- 議長：雨宮真吾（政友クラブ）
- 副議長：荒木博（政友クラブ）

## 会派
| 会派名       | 議席数 | 所属党派                          | 議員名（◎は代表） |
| ------------ | ------ | --------------------------------- | --- |
| 政友クラブ   | 14     | 無所属                            | ◎宇都宮高明、石渡孝春、村嶋照等、荒木博、秋山忍、雨宮真吾、神﨑勝、星野慎太郎、鳥海直樹、伊達孝紀、藤﨑勇一、眞野義行、葛生孝浩、小髙夕佳 |
| 豪政会       | 5      | 自由民主党1、無所属4              | ◎上田信博、神﨑利一、小山昭、飯島照明、鬼澤雅弘                                                                                           |
| リベラル成田 | 4      | 立憲民主党1、社会民主党1、無所属2 | ◎油田清、伊藤竹夫、海保茂喜、大和義己 |
| 公明党       | 3      | 公明党                            | ◎水上幸彦、大倉富重雄、一山貴志 |
| 日本共産党   | 2      | 日本共産党                        | ◎荒川さくら、鵜澤治 |
| 虹と緑       | 1      | 無所属                            | 会津素子 |
| 欠員         | 1      |                                   | |
| 計           | 30     |                                   | |

2021年11月11日現在

## 委員会
- 総務常任委員会
- 教育民生常任委員会
- 経済環境常任委員会
- 建設水道常任委員会
- 議会運営委員会
- 広報公聴委員会
- 空港対策・機能強化等推進特別委員会
- 新市場整備・輸出拠点化等調査特別委員会
- JR成田駅西口・赤坂センター地区整備調査特別委員会

## 沿革
2016年
- 12月7日 - 佐久間一彦が会長を務めていた「成田市指定無形民俗文化財保存団体連絡会」で、市からの補助金約５０万円が使途不明になっていることが発覚。雨宮真吾は市議会一般質問で、佐久間が補助金の一部を不正に取得したと指摘した[3]。

2017年
- 3月16日 - 市は、佐久間を業務上横領の疑いで刑事告発した[4]。
- 3月23日 - 佐久間が辞職[5]。

2019年
- 4月21日 - 成田市議会議員選挙執行。定数30人に対し34人が立候補。ただし、得票数第30位の渡辺正明は法定得票に満たなかったため、当選できなかった[6]。
- 8月7日 - 市議会議会運営委員会は、同年9月9日から議会の委員会室に持ち込める飲料容器をペットボトルのみとし、マイボトルを禁止すると決めた。そののちの議会で、会津素子がこれを知らずにマイボトルを持ち込もうとしたため、会津は注意を受けた。会津が禁止の経緯をブログなどで紹介したところ、ネット上では「時代に逆行」「言葉ない」といった批判の声が噴出した[7]。

2023年
- 1月 - 小学校高学年の女児が、星野慎太郎からわいせつな行為を受けていると小学校の教諭に相談[8]。
- 4月3日 - 女児の自宅に星野からの郵便物が到着。星野は女児の母親宛てに「女児の話で誤解を受け、精神的苦痛を被っている。慰謝料として100万円を請求する」「学校へ（わいせつ行為が）事実ではないと報告し、私への対応を取り下げるのであれば、請求訴訟は行わない」と書いた。母親は同日、脅迫文が届いたと成田警察署に通報した[9]。
- 4月23日 - 成田市議会議員選挙執行。投票率41.52％。星野は候補者34人中、得票数4位で当選した[10]。
- 6月7日 - 千葉県警は星野を強制わいせつの疑いで逮捕した。容疑によれば、星野は2022年11月中旬～12月頃、自身が運営する「まんが図書館」で犯行に及んだとされ、そのほか、女児に電話をかけ「お尻もんであげる」と発言したとされる[8]。
- 6月9日 - 市議会は、星野に対する辞職勧告決議案を賛成多数で可決した[11]。
- 6月28日 - 市議会の6月定例会が閉会。星野は6月定例会の全日程を欠席したが、期末手当としておよそ124万円、同月分の報酬として47万円が支給された。これを受けて市議会は、議員が逮捕されるなどして拘束された場合、その期間の議員報酬の支給を一時、差し止めるなどとする条例案を可決した[12]。
- 7月7日 - 千葉県警は、星野を強要未遂の疑いで追送検した[9]。

2024年
- 2月5日 - 星野は保釈された。保釈後、千葉日報の取材に応じ「弁護士に相談しつつ、判決によっては議員辞職する。悪あがきはしない」と語った[13]。

## 出身者
- 小泉一成 - 成田市長
- 戸村一作 - 市民運動・農民運動家、三里塚芝山連合空港反対同盟委員長